# Jodie Kidd
Jodie Kidd (Guildford, 25 settembre 1978) è una supermodella e attrice britannica.

## Carriera
Come modella ha lavorato per la Trump Model Management.
Viene scoperta all'età di 15 anni durante un viaggio di famiglia dal fotografo Terry O'Neill.
Kidd ha lavorato per gli stilisti Chanel, Yves Saint Laurent, Karl Lagerfeld, Gai Mattiolo, Alexander McQueen, Dolce & Gabbana, Givenchy, Calvin Klein, Comme des Garçons ed altri. Ha brevemente pubblicizzato prodotti di Chloé e Yves Saint Laurent.
Nel 2003, ha lanciato la campagna Marie Curie Daffodil per aiutare le persone malate di cancro. Nel 2004 dopo ha presentato il reality show The Ultimate Playboy per Sky One.
Inoltre, Kidd è stata insieme a James Cracknell co-conduttrice del Red Bull Air Race World Series per il canale britannico Channel 4.
Come attrice, Kidd ha lavorato nel 1997 nella pellicola Il mistero del principe Valiant e nel 1999 nel film britannico Mad Cows. Nel 2014 ha raggiunto la finale del reality show della BBC Celebrity Masterchef.
Dal 2015, Kidd è co-presentatrice insieme a Quentin Willson del programma The Classic Car Show di British in onda su Channel 5.
Kidd faceva parte dei presentatori e commentatori per il canale ITV4 per l'evento sportivo Tourist Trophy del 2018.